# Fraxinus hookeri
Fraxinus hookeri — вид квіткових рослин з родини маслинових (Oleaceae).

## Опис
Це велике дерево. Листки супротивні чи в кільцях по три, 20–35 см завдовжки; листочків 5–9, 10–15 × 3–6 см, від еліптичної до зворотно-яйцюватої форми, загострені цілісні чи злегка городчасті чи зубчасті особливо верхня частина, темно-зелені зверху, блідіші знизу, злегка запушені вздовж середньої жилки та видатних жилок. Суцвіття на гілках минулого року. Чашечка і віночок відсутні. Самари ланцетні, 30–40 × 6–8 мм, у повислих волотях. Квітує ранньою весною (у квітні?), плодить у жовтні.

## Поширення
Ареал: Китай (Тибет), Індія (Джамму-Кашмір), Пакистан.
Росте в долинах, де є багатий ґрунт; на висотах від 1200 до 2700 метрів.

## Використання
У Пакистані деревина високо цінується для виготовлення інструментів, прикладів рушниць тощо. Молоді гілки часто зрізають і використовують як корм. Його кора використовується в медицині для лікування черевного тифу та пневмонії.